# Timoria (groupe)
Pour les articles homonymes, voir Timoria.
Timoria est un groupe italien de rock alternatif, originaire de Brescia.

## Histoire

### Débuts (1985—1989)
Le groupe, initialement appelé Sigma Six, est fondé par le guitariste Omar Pedrini, alors étudiant au Liceo ginnasio statale Arnaldo et camarade de classe du bassiste Carlo Alberto Pellegrini, du claviériste Enrico Ghedi et du batteur Diego Galeri. Après avoir changé leur nom en Precious Time, le groupe participe en 1986 au concours musical Deskomusic, triomphe lors de la soirée finale et remporte Rock Targato Italia, une revue nationale pour les groupes émergents. Grâce à ces victoires, le groupe obtient une audition chez PolyGram et change par la suite son nom en Timoria, un mot dérivé du grec ancien, dans lequel τιμωρια signifie aide mais aussi vengeance : « Ils nous considéraient un peu comme les « fous du village » parce que, lorsqu'il y avait des assemblées politiques, les autres camarades séchaient l'école et sortaient avec des filles, tandis que nous nous enfermions dans la salle de répétition et jouions de la musique, ils se moquaient de nous. Un jour, nous nous vengerons, me suis-je dit, et ce nom est né (Omar Pedrini). »
Les changements de nom s'accompagnent de changements dans la composition du groupe : le rôle de bassiste est d'abord tenu par Pietro Paolo Pettenadu, puis par Davide Cavallaro, qui n'est remplacé que plus tard par Carlo Alberto Pellegrini ; le chanteur Francesco Renga est ajouté en dernier. En 1988, le groupe sort son premier album officiel, l'EP Macchine e dollari.

### Premiers albums (1990—1992)
En avril 1990, le groupe sort son premier album Colori che esplodono, produit par Gianni Maroccolo. Le titre de l'album est un hommage de Pedrini aux grands artistes du passé tels que Van Gogh, Kandinsky et Musorgskij, qui ont exalté le lien étroit entre les différentes expressions artistiques. De l'album est extrait le single Milano (non è l'America), dont le premier clip a été réalisé, accompagné d'images inédites de Wim Wenders.
En 1991, le groupe participe au Festival de Sanremo dans la section Novità avec L'Uomo che ride. L'uomo che ride est inclus dans le deuxième album du groupe, Ritmo e dolore, qui sort en mars de la même année et dont la production est à nouveau confiée à Maroccolo. Début 1992, Timoria change de manager et c'est Angelo Carrara, connu à l'époque pour sa collaboration avec Luciano Ligabue, qui prend la relève. En mai de la même année sort le troisième album du groupe, Storie per vivere, réédité peu après avec l'ajout de Male non farà, une chanson signée par Ligabue lui-même, qui a décidé d'emmener le quintette de Brescia comme backing band sur son Lambrusco, Knives, Roses and Popcorn Tour.

### Succès (1993—1997)

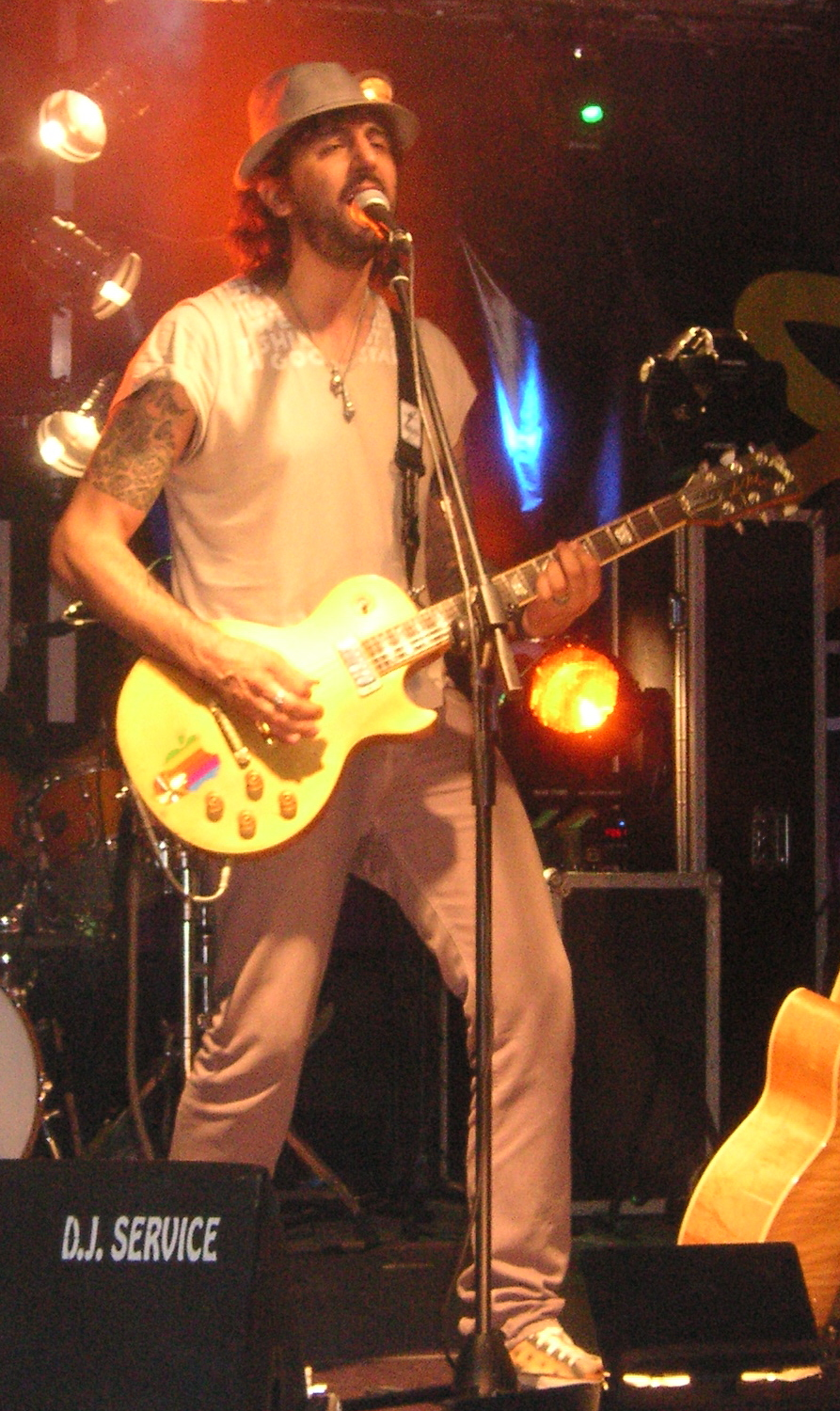
Omar Pedrini : leader du groupe et guitariste.

En 1993 sort Viaggio senza vento, un album-concept centré sur le voyage métaphorique d'un Joe hypothétique, fruit de collaborations avec des artistes comme Eugenio Finardi, Mauro Pagani et Candelo Cabezas. Le groupe obtient le premier disque d'or de sa carrière, grâce à plus de 50 000 exemplaires vendus en moins d'un an ; les singles Senza vento et Sangue impazzito sont particulièrement réussis.
Le 7 juillet 1994, Timoria se produit au festival de rock italien Sonoria, sur la même scène que Sepultura, Helmet, Aerosmith et Whitesnake, et à la fin de l'année, ils commencent à travailler sur leur cinquième album. Intitulé 2020 SpeedBall, l'album sort en mars 1995 et est un album-concept centré sur le futur (fixé par Pedrini à 2020) ; la pochette représente une seringue injectant de l'héroïne dans une orange : une dénonciation de l'exploitation effrénée des ressources de la Terre, mais aussi de la consommation de drogues dures ; l'album traite également de l'avènement d'Internet et des dangers qu'il peut engendrer. Timoria confirme le succès de l'album précédent en obtenant un deuxième disque d'or pour les ventes, ce qui leur permet de se produire en Belgique, en Suisse, en Allemagne et en France. L'une des dates de la tournée, celle du 18 décembre 1995 au Rolling Stone de Milan, est filmée et enregistrée dans sa quasi-totalité et se retrouve sur l'album vidéo Timoria 1985-1995, sorti en 1996. Le groupe est également appelé à participer à l'hommage à Augusto, le défunt leader de Nomadi, pour lequel il enregistre le classique Io vagabondo avec Gianna Nannini. En juillet 1996, Omar Pedrini sort Beatnik - Il ragazzo tatuato di Birkenhead, son premier album solo qui réunit tous les membres de Timoria à l'exception de Renga.
En février 1997 sort le sixième album Eta Beta, avec des invités tels que Leon Mobley (Ben Harper), Dave Fuczinsky (John Zorn, Freak Power) et Luca « 'O Zulù » Persico des 99 Posse. Il y a aussi une référence à la France, grâce à la présence sur l'album d'une chanson chantée en français intitulée Europanic et d'une reprise de Zobi la mouche des Négresses vertes. Une longue tournée s'ensuit, d'avril à novembre, qui marque l'entrée du percussionniste Filippo « Pippo » Ummarino dans le groupe. En août, lors d'une pause dans la tournée, Timoria collabore avec Antonella Ruggiero sur deux titres pour son album Registrazioni moderne : Ti sento et C'è tutto un mondo intorno.

### Dernières années (1998—2003)
En 1998, Francesco Renga décide de quitter le groupe. Avant de partir, il participe à la publication de la collection Senzatempo (dix ans), qui célèbre les dix ans de carrière du groupe bressan en proposant les classiques du groupe aux côtés de versions live et de morceaux moins connus. Renga apparaît pour la dernière fois en tant que chanteur dans les deux titres inédits Cuore mio, pour lequel a été réalisé un clip vidéo rassemblant les meilleurs moments de la première formation de Timoria, et Terra senza eroi ; il est remplacé par Sasha Torrisi, dans le double rôle de chanteur et de guitariste.
Du 5 au 7 juin 1998, Omar Pedrini participe en tant que directeur artistique à l'organisation de Brescia Music Art, un événement de trois jours consacré à la musique, à la peinture, à l'écriture, à la poésie et aux installations vidéo, qui réunit dans la capitale lombarde plusieurs artistes, parmi lesquels 883, Jovanotti, CSI, Alberto Fortis, Mark Kostabi, Emidio Clementi, Enrico Ruggeri, Madaski, Daniele Silvestri et Marco Lodola ; C'est avec Lodola que Pedrini entame une collaboration artistique qui aboutit à l'atelier d'art Lodolandia (un espace créé à l'intérieur d'une ancienne usine de Pavie), où Timoria produit une grande partie de 1999, un album sorti le 28 janvier 1999, dont la pochette présente une sculpture ad hoc de Lodola, à savoir un cheval en verre coloré. En mars, ils entament une nouvelle tournée qui culmine, après plus de quatre-vingts concerts, le 31 décembre 1999 sur la Piazza della Loggia de Brescia avec un concert pour le nouveau millénaire.
En 2001, après une pause d'un an, paraît El Topo Grand Hotel, la dixième œuvre du groupe et son troisième album-concept (l'album reprend les aventures de Joe commencées dans Viaggio senza vento). L'album voit la participation d'Articolo 31, dans la chanson Mexico. Timoria renoue avec le succès, obtenant le troisième et dernier disque d'or de sa carrière.
En 2002, Timoria participe pour la deuxième fois, cette fois dans la catégorie Big, au Festival de Sanremo avec la chanson Casa mia, qui arrive en dernière position et est incluse dans l'album Un Aldo qualunque sul treno magico, sorti le 5 avril de la même année et qui sert de bande originale au film Un Aldo qualunque du réalisateur Dario Migliardi. Peu après, le groupe fait ses adieux avec un double album live en 2003 intitulé Timoria Live - Generazione Senza Vento, enregistré pendant les tournées promotionnelles de El Topo Grand Hotel et Un Aldo qualunque sul treno magico.

## Membres

### Derniers membres
- Omar Pedrini - chant, guitare (1986-2003)
- Diego Galeri - batterie (1986-2003)
- Enrico Ghedi - clavier, chant (1986-2003)
- Carlo Alberto « Illorca » Pellegrini - basse, chant (1988-2003)
- Pippo Ummarino - percussions (1997-2003)
- Sasha Torrisi - chant, guitares (1998-2003)

### Anciens membres
- Enrico Donelli - guitare (1986)
- Pietro Paolo Pettenadu - basse (1986-1987)
- Davide Cavallaro - basse (1987-1988)
- Francesco Renga - chant (1986-1998)

### Musiciens de tournée
- Marco Tiberti - saxophone (1986)[19]
- Roberto Bandello - clavier (1987-1988)[19]
- Umberto Iervolino - clavier (1988)

## Discographie

### Albums studio
- 1990 : Colori che esplodono
- 1991 : Ritmo e dolore
- 1992 : Storie per vivere
- 1993 : Viaggio senza vento
- 1995 : 2020 SpeedBall
- 1997 : Eta Beta
- 1999 : 1999
- 2001 : El Topo Grand Hotel
- 2002 : Un Aldo qualunque sul treno magico

### Albums live
- 2003 : Timoria live: generazione senza vento

### Compilation
- 1998 : Senzatempo (dieci anni)
- 2007 : Ora e per sempre

### EP
- 1988 : Macchine e dollari

### Singles
- 1987 : Signor no/Richiamo elettrico
- 1989 : Non sei più tu
- 1989 : Walking My Way
- 1990 : Milano (non è l'America)
- 1991 : L'Uomo che ride
- 1991 : Jugendflucht
- 1991 : Nata dal cuore
- 1992 : Storie per sopravvivere
- 1992 : Atti osceni
- 1992 : Male non farà (reprise de Ligabue)
- 1993 : Senza vento
- 1993 : Sangue impazzito
- 1993 : Piove
- 1995 : 2020
- 1995 : Senza far rumore
- 1995 : Sudamerica
- 1997 : Bella bambola
- 1997 : Vola piano
- 1997 : Sudeuropa
- 1997 : Fioriscono
- 1998 : Cuore mio
- 1999 : Deserto
- 1999 : Ora e per sempre
- 1999 : È così facile
- 1999 : Un volo splendido
- 2001 : Sole spento
- 2001 : Mexico (avec Articolo 31)
- 2001 : Mandami un messaggio
- 2002 : Casamia
- 2002 : Treno magico
- 2003 : Un altro giorno (senza te)
- 2018 : Angel